# Kagi Inc.
Kagi Inc. is een Amerikaans softwarebedrijf, bekend van de gelijknamige betaalde zoekmachine en webbrowser Orion Browser. Het bedrijf werd in 2018 opgericht door de oorspronkelijk uit Joegoslavië afkomstige ontwikkelaar Vladimir Prelovac en is gevestigd in Palo Alto (Californië).

## Etymologie
Kagi is Japans voor sleutel (鍵).

## Producten

### Kagi-zoekmachine
Kagi is naast de bedrijfsnaam tevens de naam van de zoekmachine. Voor het gebruik ervan is een account vereist. Kagi biedt zowel een gratis als betaalde variant van de zoekmachine aan. Met de gratis versie kan men de dienst uitproberen; met de betaalde versie krijgt men toegang tot een onbeperkt aantal zoekopdrachten en de beschikking over meer functies.  Kagi is beschikbaar in diverse talen, waaronder het Nederlands en Engels.
Voor het indexeren van websites, tonen van zoekresultaten en samenvatten van nieuws, maakt Kagi zowel gebruik van zogeheten metazoekmachines als van een eigen indexeringsprogramma genaamd Teclis. De metazoekmachines indexeren op hun beurt resultaten die aangeleverd worden door Google, Brave Search, Mojeek en Yandex. Ook worden korte beschrijvingen van onder meer Wikipedia-artikelen getoond, evenals het aantal advertenties en trackers (volgsoftware) dat een website bevat.
Zoekresultaten kunnen worden gefilterd op categorie door middel van een functie genaamd lenzen. Zo kan de gebruiker zoeken naar specifieke discussies, podcasts en pdf-bestanden, maar ook blogs of fora naar keuze doorzoeken. Vervolgens kunnen de resultaten omhoog of omlaag worden gestemd, en zelfs geblokkeerd, zodat ze nooit meer getoond worden. Het doorzoeken van websites kan ook met behulp van zogeheten bangs, een soort snelkoppelingen. Zo kan bijvoorbeeld met !w en een zoekterm erachter Wikipedia doorzocht worden.
Een andere mogelijkheid die Kagi biedt is het samenvatten van antwoorden op een zoekopdracht. Hiervoor wordt gebruikgemaakt van kunstmatige intelligentie.
De vormgeving van de site kan naar eigen hand worden gezet door middel van een css-bewerker in de instellingen.
Verdienmodel
Kagi bevat geen reclame of gesponsorde zoekresultaten. Met een gratis account kunnen honderd zoekopdrachten worden verricht alvorens een abonnement benodigd is.
Op 9 juni 2025 meldde Kagi dat het 50.000 betalende leden had en er die dag in totaal 845.200 zoekopdrachten waren verricht.

### Orion Browser
Orion Browser is een op WebKit gebaseerde webbrowser, beschikbaar voor macOS, iOS en iPadOS. Een versie voor Linux-systemen is anno 2025 in de maak.

### Kagi Translate
Op 7 november 2024 werd een vertaalmachine aangekondigd: Kagi Translate. In tegenstelling tot de zoekmachine, kan de vertaaldienst zonder account worden gebruikt.